# Asiem El Difraoui
Abdelasiem (abréviation : Asiem) Hassan El Difraoui (en arabe : عبد العظيم حسن الدفراوي, ʿAbd al-ʿAẓīm Ḥasan ad-Difrāwī), né le 5 avril 1965 à Offenbach-sur-le-Main en Allemagne) est un politologue germano-égyptien, économiste, réalisateur de documentaires et auteur de plusieurs livres. Il est spécialiste du monde arabe contemporain, en particulier de l’Algérie, de l’Égypte, de l’Irak et de l’Arabie saoudite . Il est également considéré comme l’un des meilleurs experts internationaux de la propagande djihadiste sur internet[réf. nécessaire].

## Biographie
Entre 1992 et 2008 il produit et réalise en tant que rédacteur en chef de l´agence de presse audiovisuelle « Impossible Production » de nombreux documentaires et reportages politiques. Entre 2004 et 2010, il est enseignant à Sciences Po, où il soutient en 2010 sa thèse doctorale en Sciences politiques intitulée Al-Qaida par l’image : La prophétie du martyre, sous la direction de Gilles Kepel.
Il est ensuite associé de recherche à l'Institut allemand des affaires internationales et de sécurité (de) (SWP) à Berlin jusqu’à 2012. Il travaille principalement sur le projet de recherche « Le Djihadisme sur internet : l’internationalisation des discours de violence sur le World Wide Web » et conseille l’initiative « Clean IT », soutenue par la Commission européenne et destinée à la lutte contre des contenus extrémistes sur internet. Depuis 2012, il est « Senior Fellow » à l'Institut pour la politique des medias et de la communication (de) (IfM) de Berlin. Son œuvre "Carnets égyptiens" analyse la crise profonde que l’Égypte traverse depuis la révolution de 2011.  
Asiem El Difraoui est aussi coéditeur de Zenith, magazine allemand phare sur le Moyen-Orient contemporain, et l’un des fondateurs de la « candid foundation », un think tank indépendant  qui vise à renforcer un dialogue différencié et scientifique avec le monde arabe. 
En tant que journaliste, auteur et chercheur Asiem El Difraoui a travaillé en Allemagne, dans le monde arabe, dans les Balkans, en Asie et en France. Il commente l'actualité dans de nombreux médias français et internationaux, par exemple dans France Info.

## Films (sélection)
- Toulon, Vitrine du Front National. Arte, 1998, auteur.
- La paix au Pays basque? Reportage Arte, 1998, auteur[7].
- Die Belagerung Bagdads [Le siège de Bagdad]. Spiegel-TV, 2003, auteur (avec Peter Hell et Steffen Haug). Spiegel-TV, 2003, Autor (mit Peter Hell und Steffen Haug).
- Osama bin Laden: Der Prophet des Terrors [Oussama ben Laden : Le prophète de la Terreur]. Spiegel-TV, 2004, auteur (avec Britta Sandberg)[8].
- Mekka retten: Ein Mann kämpft gegen die Zerstörung seiner Heimat [Sauver la Mecque: Un homme lutte contre la destruction de sa ville natale]. WDR, 2005, auteur.
- La langue d’Al-Qaida.* Arte/WDR, 2008, auteur et coproducteur (avec Mark Johnston).
- Tahrir 2011: The Good, the Bad and the Politician. WDR/Canal Plus, 2011, coproducteur.

## Publications (sélection)
- Asiem El Difraoui, Le djihadisme, Paris, Presses universitaires de France, coll. « Que sais-je ? », 9 novembre 2016, 128 p. (ISBN 978-2-13-074904-2, BNF 45179916)
- Carnets égyptiens, PUF, Paris 2014.
- Al-Qaida par l’image: La prophétie du martyre, PUF, Paris 2021, deuxième edition.
- Avec Leoni Abel, The Web 2.0 Revolution and Arab Revolutionaries. The role of the new media as political infrastructure in the Arab World, in: Deutsche Welle Media Dialogue 2012. The Arab World: The role of Media in the Arab World’s Transformation Process, Berlin: Vistas 2012.
- The Arab Spring: a golden opportunity for Global Jihad?, dans: Barbara Lippert/ Volker Perthes (eds.), Expect the unexpected. Ten situations to keep an eye on, SWP Research Paper 2012/RP 1, November 2011.
- La critique du système démocratique par le Front Islamique du Salut, dans: Gilles Kepel (ed.), Exils et royaumes: Les appartenances au monde arabo-musulman aujourd'hui: études réunies pour Rémy Leveau, Presse de Sciences Po, Paris 1994, pp. 105.
- The role of culture in preventing and reducing violent extremism in: moreeurope.org, 2017 ( PDF)
- avec Milena Uhlmann, Prévention de la radicalisation et déradicalisation : les modèles allemand, britannique et danois, dans: Institut français des relations internationales (IFRI) (ed.), Politique étrangère 2015/4 (Hiver), Justice pénale internationale : un bilan, Paris 2015,  (ISBN 978-2-36567-453-9)
- Die Hydra des Dschihadismus - Entstehung, Ausbreitung und Abwehr einer globalen Gefahr, Berlin, Suhrkamp Verlag, 2021  (ISBN 978-3-518-42564-0)

## Distinctions
- 1998 : Prix franco-allemand du journalisme dans la catégorie « Télévision » pour Toulon, Vitrine du Front National.
- 2004 : Médaille de bronze du New York Film and Television Festival pour Die Belagerung Bagdads [Le siège de Bagdad].[9]
- 2006 : Médaille d’argent dans la catégorie « reportages investigatifs » de l’Al Jazeera Documentary Film Festival pour Mekka retten [Sauver la Mecque].[10]
- 2010 : Certificat pour l‘excellence créative du U.S. International Film & Video Festival pour  La langue d’Al-Qaida.
- 2012 : Prix Enrico Fulchignoni de l’UNESCO (remis lors de la Mostra de Venise) pour Tahrir 2011.